# Callopistria aetnea
Callopistria aetnea är en fjärilsart som beskrevs av Costa 1840. Callopistria aetnea ingår i släktet Callopistria och familjen nattflyn. Inga underarter finns listade i Catalogue of Life.